# 빌리 슐츠
빌리 슐츠(독일어: Willi Schulz, 1938년 10월 4일~)는 독일의 전직 축구 선수로, 현역 시절 샬케 04와 함부르크에서 수비수로 활약했다. 국가대항전에서, 그는 서독 국가대표팀 일원으로 66번의 경기에 출전했다.

## 경력
슐츠는 독일의 바텐샤이트 출신이다. 그는 1959년에 우니온 귀닝펠트의 아마추어 선수 신분으로 서독 국가대표팀 신고식을 치르고 총 66번의 국가대표팀 경기에 출전했다. 1960년, 그는 샬케 04에 입단하여 처음 3년 동안 서부 오버리가에서 활동했고, 1963년에 분데스리가가 출범될 때에 활약했다. 1965년, 그는 함부르크로 둥지를 옮겼다.
슐츠는 1950년대 말에 우측 전방 수비수로 초반에 활약했다. WM 대형인 4-2-4로 배치 형태가 변경되면서, 슐츠는 돌출 수비수에서 안쪽 측면 수비수로 1960년대 중반에 활동했다. 1966년 월드컵에서는 서독 국가대표팀의 최후방 수비수로 역할을 했는데, 이 역할은 대회 직전에 클라우스-디터 질로프의 자리를 대신한 자리였다. 대회 본선에서, 슐츠는 정상급 수비수로 평가되었다. 이후 4년 동안 슐츠는 서독 최후방 수비수로의 표본으로 자리잡았다. 당시, 슐츠는 정상급으로 손꼽히는 세계구급 중앙 수비수로 거론되었다. 1968년 11월, 그는 각국 대표 선수단의 일원으로 히우 지 자네이루에서 브라질 국가대표팀을 상대했다.
슐츠는 1970년 월드컵에서도 최후방 수비수의 표본으로 선보일 예정이었지만, 반월판 부상과 종아리 찰과상을 입으면서 멕시코에서 열린 본선 경기 6번 중 2경기에 출전하는데 그쳤다. 그를 대신해 칼-하인츠 슈넬링어가 최후방 수비수로 출전했다. 1970년 월드컵 종료 후, 슐츠는 국가대표팀 은퇴를 선언했다. 그는 1973년에 축구화를 벗기 전까지 함부르크에 집중했다.

## 경기 방식
보수적인 최후방 수비수로 적극적으로 공격에 가담하지 않는 슐츠는 수비를 꾸리는데 집중했다. 그는 압박을 가하는 상황에도 평정심을 유지하며, 위치 선정이 좋고, 대인 경합에 강점을 두었고, 안정적으로 공을 넘기고, 공중 경합과, 쓸어내리는 견제는 그의 전매특허였다. 이 특성과, 정상급 무대에서의 꾸준함으로 슐츠는 헬무트 쇤 서독 국가대표팀 감독은 그를 예찬했는데, 쇤 감독은 슐츠를 보다 젊고 모험적인 프란츠 베켄바워 대신에 최후방 수비수에 두었고, 베켄바워를 중원에 배치시켰다.

## 은퇴 후 행보
은퇴 후, 슐츠는 함부르크의 보험사에서 근무하며 슬롯 머신 사업에도 손을 뻗었다. 1970년대와 1970년대에는 함부르크 신문에서 스포츠 비평 활동을 했다. 1982년 월드컵 당시 서독과 오스트리아 간 경기는 양 측이 알제리를 밀어내고 다음 라운드에 오르도록 서독이 1-0으로 이기게 짜고 친 것에 대해 슐츠는 서독 선수들을 "갱단"에 비유하며 비난했다.

## 수상
함부르크
- 유러피언 컵위너스컵 준우승: 1967–68
- DFB-포칼 준우승: 1966–67

서독
- 월드컵
  - 준우승: 1966
  - 3위: 1970